# Judita
Judita je žensko osebno ime.

## Izvor imena
Judita je svetopisemsko ime in izhaja iz hebrejskega imena Jehudít v pomenu »judovska, iz Judeje, to je Judinja« . V preprostem ljudskem jeziku je oblika imena Iudith, v grščini Ιoυδιθ (Judith). Moška oblika imena Judita je Juda to je »Jud«, hebrejsko Jehúd, ki ga razlagajo iz pridevnika jehudí v pomenu besede »judovski«.

## Različice imena
Dita, Ditka, Giudita, Juta, Juca, Juda, Judijana, Judit

## Tujejezikovne različice imena
- pri Angležih: Judith
- pri Čehih: Judita
- pri Italijanih: Giuditta
- pri Poljakih: Judyta
- pri Norvežanih, Švedih: Judit

## Pogostost imena
Po podatkih Statističnega urada Republike Slovenije je bilo na dan 31. decembra 2007 v Sloveniji število ženskih oseb z imenom Judita: 658.

## Osebni praznik
Osebe z imenom Judita lahko godujejo takrat kot osebe z imenom Juda, v koledarju Tadej (god 28. oktobra).